# أبو غارة
أبو غارة هي إحدى القرى المحتلة والمدمرة التابعة لمركز الخشنية التابع لمحافظة القنيطرة في هضبة الجولان بجنوب غرب سوريا.
مزرعة في الجولان تتبع قرية السويسة ناحية (القصيبة- الخشنية سابقاً) (11 نسمة- 719 م عن سطح البحر)، وتقع في أرض بركانية وعرة شرق وادي الرقاد جنوب قرية (السويسة)، وعلى بعد (2) كم إلى الغرب من قرية القصيبة.
يعمل سكانها بزراعة الحبوب والبقول وبتربية الأغنام والأبقار، يشرب سكانها من مشروع مياه مزرعة (عين فريخة).